# L'Argentière-la-Bessée

La Bâtie-Montsaléon este o comună în departamentul Hautes-Alpes, Franța. În 1 ianuarie 2022 avea o populație de 2.278 de locuitori.